# Josef Henggeler
Josef Henggeler (Oberstrass, thans gemeente Zürich, 1 oktober 1889 - Zürich, 15 maart 1950), Zwitsers politicus.
Josef Henggeler volgde een opleiding tot letterzetter en ging daarna naar Duitsland. Later keerde hij naar Zwitserland terug. Van 1922 tot 1928 was hij secretaris van de Arbeidersunie van Winterthur en van 1928 tot 1938 was hij secretaris van de Schweizerischer Verband des Personals öffenlicher Dienste (VPOD).
Josef Henggeler was lid van de Sociaaldemocratische Partij van Zwitserland (SP). Van 1925 tot 1928 was hij lid van de gemeenteraad van Winterthur en van 1926 tot 1938 was hij lid van de Kantonsraad van Zürich. Van 1937 tot 1938 was hij voorzitter van de Kantonsraad van Zürich. Van 1932 tot 1941 was hij voorzitter van de SP-Zürich. Van 1938 tot 1950 was hij lid van de Regeringsraad van het kanton Zürich. Van 1 maart 1942 tot 30 april 1943 en van 1 mei 1947 tot 30 april 1947 was hij voorzitter van de Regeringsraad (dat wil zeggen regeringsleider) van Zürich. Van 1943 tot 1947 was hij namens de SP lid van de Nationale Raad (tweede kamer Bundesversammlung).
Josef Henggeler zette zich als politicus in voor het recht op doorbetaalde vakantiedagen voor arbeiders en boeren. Daarnaast zette hij zich in voor de erkenning van het beroep van verpleegkundige, door middel van de instelling van een erkend diploma.
Hij overleed op 59-jarige leeftijd.